# Wakako Tsuchida
Wakako Tsuchida  (土田 和歌子?, Tsuchida Wakako) (Tokyo, 15 ottobre 1974) è un'atleta paralimpica e slittinista giapponese. È stata la prima atleta professionista in carrozzina in Giappone, nonché la prima atleta giapponese a vincere una medaglia d'oro sia alle Paralimpiadi estive che in quelle invernali. È paraplegica.

## Biografia
Tsuchida ha partecipato alle gare di slittino alle Paralimpiadi 1994 e a quelle di Nagano 1998. In queste ultime, ha vinto due medaglie d'oro e due medaglie d'argento.
Nel 2000, prende parte alle Paralimpiadi estive di Sydney 2000 dove vince la medaglia di bronzo nella maratona per categoria T54 (corsa in carrozzina). Nelle successive Paralimpiadi di Atene 2004 vince la medaglia d'oro nei 5 000 metri e la medaglia d'argento nella maratona.
Tsuchida ha partecipato anche ai Mondiali di atletica leggera paralimpica dove ha vinto una medaglia di bronzo nel 2011 nella gara dei 1 500 metri e due medaglie d'argento nel 2013, a Lione, nella maratona e nella gara dei 1 500 metri.
Tsuchida ha vinto cinque volte la maratona di Boston nella divisione femminile di atleti in carrozzina (2007, 2008, 2009, 2010 e 2011); due volte la maratona di Honolulu, nel 2003 e nel 2005; quattro volte la maratona di Oita (1999, 2001, 2002 e 2003); la maratona di Londra 2010 e la maratona di Osaka nel 2012. Nella maratona di Boston 2012, è arrivata seconda dietro la statunitense Shirley Reilly.

## Palmarès

### Atletica leggera

#### Giochi paralimpici
- 3 medaglie:
  - 1 oro (5000 m ad Atene 2004)
  - 1 argento (maratona ad Atene 2004)
  - 1 bronzo (maratona a Sydney 2000)

#### Mondiali paralimpici
- 3 medaglie:
  - 2 argenti (1500 m, maratona a Lione 2013)
  - 1 bronzo (1500 m a Christchurch 2011)

### Corse di slittino sul ghiaccio

#### Giochi paralimpici
- 4 medaglie:
  - 2 ori (1000 m, 1500 m a Nagano 1998)
  - 2 argenti (100 m, 400 m a Nagano 1998)